# أندرياس ويمان
أندرياس ويمان (بالألمانية: Andreas Weimann)‏؛ مواليد 05 أغسطس 1991 في فيينا، النمسا، هو لاعب كرة قدم نمساوي يلعب لنادي أستون فيلا ومنتخب النمسا لكرة القدم كجناح.

## روابط خارجية
- أندرياس ويمان على موقع الاتحاد الدولي (مؤرشف)  (الإنجليزية)
- أندرياس ويمان على موقع الاتحاد الأوربي (الإنجليزية)
- أندرياس ويمان على موقع قاعدة بيانات كرة القدم.إي يو (الإنجليزية)
- أندرياس ويمان على موقع ناشيونال فوتبول تيمز (الإنجليزية)
- أندرياس ويمان على موقع Soccerbase.com (لاعب) (الإنجليزية)
- أندرياس ويمان على موقع Soccerway.com (الإنجليزية)
- أندرياس ويمان على موقع عالم كرة القدم.نت (الإنجليزية)
- أندرياس ويمان على موقع كووورة
- أندرياس ويمان على موقع AS.com (الإسبانية)